# BNR-Klasse N
Die Klasse N der indischen Bengal Nagpur Railway (BNR) ist eine Baureihe von Dampflokomotiven der Bauart Garratt, die von 1929 bis 1930 bei Beyer, Peacock & Co in England für den schweren Güterzugdienst gebaut wurde.

## Geschichte
Das Einflussgebiet der Bengal Nagpur Railway (BNR) umfasste große Lagerstätten von Kohle, Eisenerz, Mangan und Kalkstein. Da an ihr Netz unter anderem die Tata Iron and Steel Company, die Bengal Iron Company und die Indian Iron and Steel Company angeschlossen waren, gehörten die Kohle- und Erzbeförderung zu den wichtigsten Aufgaben der BNR. Zur Abschaffung des unwirtschaftlichen Vorspannbetriebs im Güterverkehr wurden deutlich leistungsfähigere Lokomotiven benötigt. Daher bestellte die BNR bei Beyer, Peacock & Co versuchsweise zwei Maschinen der Bauart Garratt, die 1925 gebaut, 1926 ausgeliefert und als Klasse HSG bezeichnet wurden.
Die Lokomotiven der Achsfolge (1’D)(D1’) bewiesen in den Folgejahren die Eignung der Garratt-Bauweise für den schweren Güterzugdienst auf den Strecken der BNR, weshalb schließlich mit der Klasse N der Achsfolge (2’D)(D2’) eine noch größere und leistungsfähigere Garratt-Klasse bei Beyer, Peacock & Co bestellt wurde. Die 16 in den Jahren 1929 und 1930 im englischen Manchester gebauten Maschinen erhielten vom Hersteller die Fabriknummern 6583 bis 6598, wurden bei der BNR als 810 bis 825 nummeriert und 1930 in Dienst gestellt. Mit der Klasse N sowie der 1931 gebauten Klasse NM besaß die BNR weltweit die einzigen Garratt-Lokomotiven mit der als Double Mastodon bekannten Achsfolge (2’D)(D2’). Die Klasse N hatte mit 45,5 m³ zudem den größten jemals für eine Garratt-Lokomotive verwendeten Wasservorrat und war die schwerste Klasse indischer Dampflokomotiven. Sie erreichte im regulären Betrieb eine Höchstgeschwindigkeit von 70 km/h und konnte 3000 t schwere Züge in der Ebene oder 2400 t schwere Züge auf einer Steigung von 10 ‰ befördern. Versuche ergaben eine Brennstoffeinsparung von fast 30 % im Vergleich zu schweren Zügen mit Vorspannlokomotive. Des Weiteren konnten Personalkosten gespart und die Fahrgeschwindigkeiten deutlich erhöht werden, sodass die Einführung der Klasse N die Wirtschaftlichkeit des Güterverkehrs bei der BNR erheblich verbesserte.
Anfangs wurden die Lokomotiven vorwiegend vor Kohlezügen auf den Strecken Chakradharpur–Jharsuguda und Anara–Jamshedpur eingesetzt, fuhren aber auch bis nach Asansol. Nach der Elektrifizierung dieser Strecken wurden sie nach Rourkela verlegt. 1952 erfolgte die Gründung der Eastern Railway, einer Regionalgesellschaft der Indian Railways, durch die Zusammenlegung der Bengal Nagpur Railway und Teilen der East Indian Railway. 1955 wurde die South Eastern Railway von der Eastern Railway abgespalten und übernahm die meisten Strecken und Fahrzeuge der ehemaligen BNR, darunter auch die Lokomotiven der Klasse N. Letztere erhielten die neuen Nummern 38810 bis 38825. Zuletzt waren sie bis 1971 vor Eisenerzzügen zwischen Dalli-Rajhara und Bhilai im Einsatz. Anschließend wurden sie ausgemustert und bis auf zwei Exemplare verschrottet.
Die Lokomotiven 811 und 815 blieben erhalten. Die 811 befindet sich im Bahnbetriebswerk Kharagpur der South Eastern Railway. Nachdem 2004 erste Pläne für die Wiederinbetriebnahme der Lokomotive bekanntgegeben worden waren, begann im Dezember 2005 die Aufarbeitung in der Werkstatt Kharagpur. Verschiedene Bauteile wurden dabei von der Lokomotive 815 entfernt und für die 811 verwendet. Nach einer umfangreichen Instandsetzung des Kessels konnten die Arbeiten im August 2006 abgeschlossen werden. Im November 2006 bespannte die 811 ihren ersten Sonderzug zwischen Shalimar und Mecheda. Später wurden die entnommenen Bauteile wieder der 815, dem Spenderfahrzeug, zugeführt. Nach einer mehrjährigen Abstellzeit erhielt die 811 im Jahr 2018 erneut eine Hauptuntersuchung in Kharagpur. Abermals wurden Komponenten der 815 geborgt, diesmal jedoch nur als Vorlage zur Herstellung neuer Komponenten. Im September 2018 absolvierte die 811 einige Probefahrten. Die Lokomotive 815 steht im National Rail Museum of India in Neu-Delhi, wo sie zuletzt 2015 äußerlich aufgearbeitet wurde und bis heute besichtigt werden kann. Während die 815 eine der ursprünglichen BNR-Farbgebung nachempfundene dunkelgrüne Lackierung trägt, ist die 811 in grellem Gelb und Orange lackiert.

## Technische Beschreibung

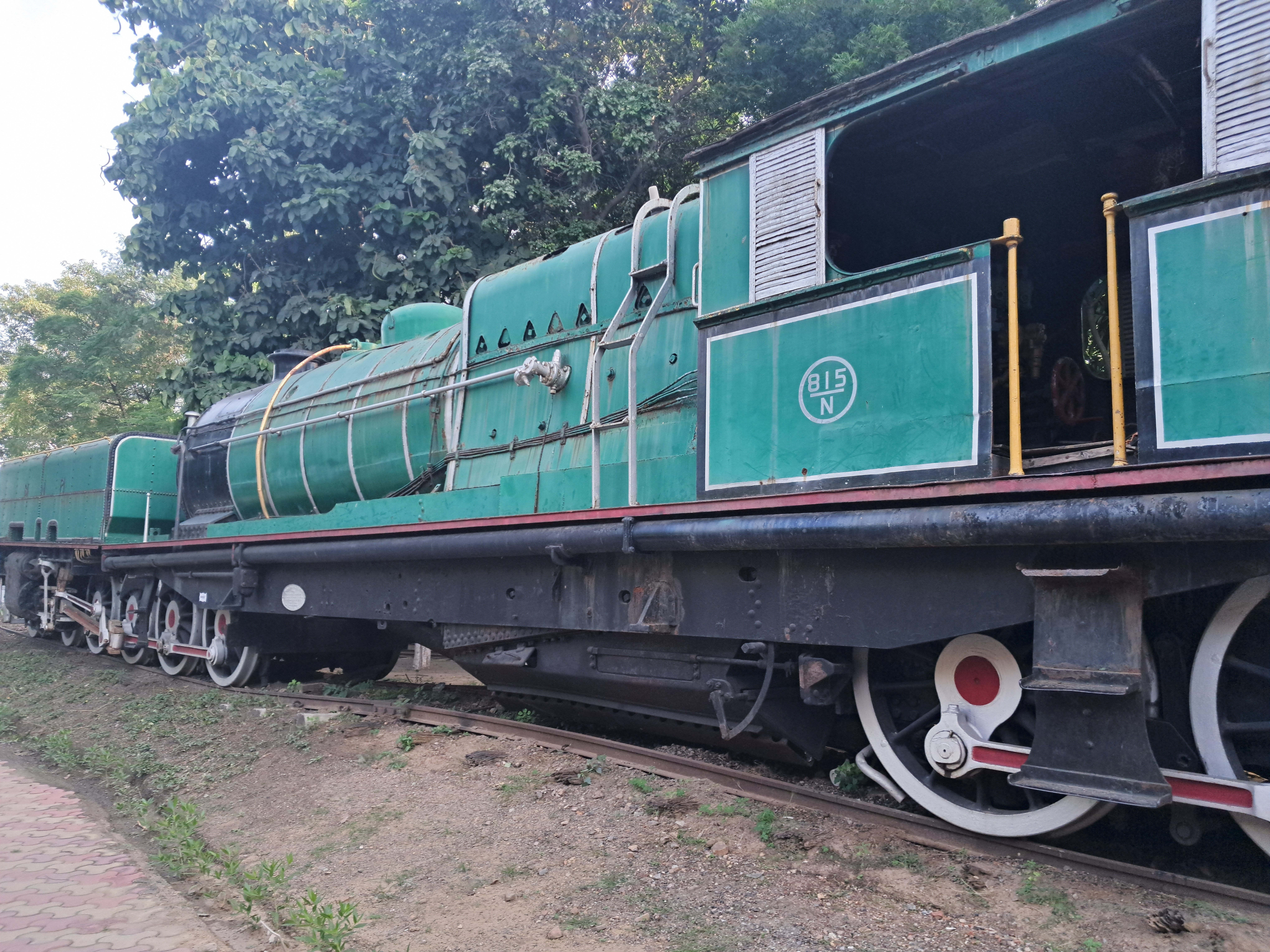
Brückenrahmen mit Kessel und Führerstand

Die Garratt-Lokomotiven besitzen einen Brückenrahmen in Blechbauweise, der den Kessel sowie das Führerhaus trägt und sich an jedem Ende auf einem Triebgestell abstützt. Die Triebgestellrahmen, die an der Stirnseite die Zug- und Stoßeinrichtungen der Schraubenkupplung aufnehmen, sind als innenliegende genietete Blechrahmen ausgeführt. Das vordere Triebgestell trägt einen Wasserbehälter, der für den bei Instandsetzungsarbeiten nötigen Ein- und Ausbau der Rauch- und Heizrohre des Kessels nach vorn gekippt werden kann. Das hintere Triebgestell trägt weitere Wasservorräte sowie den Kohlenkasten.
Mit der Achsfolge (2’D)(D2’) besitzen die Lokomotiven je Triebgestell ein führendes zweiachsiges Laufdrehgestell sowie vier im Rahmen gelagerte und mit tragenden Blattfedern ausgestattete angetriebene Radsätze, von denen der zweite der Treibradsatz ist, welcher über Kuppelstangen mit den drei Kuppelradsätzen verbunden ist. Die Dienstmasse der Lokomotive beträgt 237,8 t, die Reibungsmasse 162,0 t, die restliche Masse von 75,8 t entfällt auf die vier Laufradsätze. Die maximale Achslast beträgt 20,57 t. Da die Klasse N für gut ausgebaute Hauptbahnen entwickelt wurde, standen bei der Konstruktion niedrige Achslasten und gute Laufeigenschaften in engen Gleisbögen eher im Hintergrund, weshalb auf zusätzliche Laufradsätze am hinteren Ende der Triebgestelle verzichtet wurde. Aufgrund der großen Spurweite und des langen Achsstandes weisen die Lokomotiven dennoch eine zufriedenstellende Laufruhe auf. Eine Sandstreueinrichtung vor dem ersten und letzten Kuppelradsatz jedes Triebgestells kann die Haftreibung zwischen Rad und Schiene erhöhen.
Der Antrieb der Lokomotive erfolgt durch zwei zweizylindrige Triebwerke mit Heusinger-Steuerung. Ursprünglich besaßen zehn Lokomotiven Kolbenschieber, während von den übrigen sechs Fahrzeugen jeweils drei mit Ventilsteuerungen der Bauarten Caprotti und Lentz ausgerüstet waren. Später wurden die mit Ventilsteuerung ausgelieferten Maschinen auf die Schiebersteuerung umgebaut.
Der auf dem Brückenrahmen angeordnete Dampfkessel ist, wie für Garratt-Lokomotiven typisch, kompakt, aber leistungsfähig und besitzt einen Belpaire-Stehkessel. Der maximale Durchmesser des Langkessels beträgt 2180 mm. Die manuell beschickte Feuerbüchse und der Aschkasten, unter dem die Frischdampf- und Abdampfrohre des hinteren Triebwerks verlaufen, befinden sich zwischen den seitlichen Langträgern des Brückenrahmens. Mit einer Strahlungsheizfläche von 26,57 m², einer Rohrheizfläche von 289,67 m² und einer Überhitzerfläche von 59,64 m² liegt der Kesselüberdruck bei 14,5 bar. An den Kessel schließt der mit 2900 mm Länge und 3050 mm Breite recht geräumige Führerstand an. Der Lokomotivführer steht auf der linken Seite des Führerstandes, der Heizer auf der rechten.
Das Fahrzeug verfügt über eine Saugluftbremse als Lokomotiv- und Zugbremse sowie eine Handbremse zur Sicherung im Stand. Die Zugkraft der Lokomotive beträgt bei 75 % des Kesselüberdrucks, also 10,9 bar, 270 kN und bei 85 % des Kesselüberdrucks, also 12,3 bar, 310 kN. Die zulässige Höchstgeschwindigkeit liegt bei 70 km/h, obwohl die technisch bedingte Höchstgeschwindigkeit mit 130 km/h deutlich höher ausfällt.